# Deewana – Im Zeichen der Liebe
Deewana – Im Zeichen der Liebe (dt.: Verrückt) ist ein Hindi-Film von Raj Kanwar aus dem Jahr 1992 und das offizielle Filmdebüt von Shah Rukh Khan.

## Handlung
Kajal heiratet den Topsänger Ravi. Die Tragödie beginnt, als Ravis Onkel und dessen Sohn, Ravis Cousin, den Sänger umbringen wollen und auch vermeintlich schaffen.
Ravis Mutter verlässt mit Kajal die Stadt, um ihr über die Depression hinweg zu helfen.
In einer neuen Stadt versucht Kajal ihre Vergangenheit zu vergessen. Raj, der Sohn eines reichen Mannes, verliebt sich in sie und beschließt wieder Glück in ihr Leben zu bringen. Auch Kajals Schwiegermutter findet, dass sie wieder heiraten sollte.
Obwohl sich Kajal dagegen wehrt, heiraten die beiden. Zunächst hält sich Raj von Kajal fern, da er der Meinung ist, eine Ehe sei die Vereinigung zweier Herzen und nicht nur zweier Körper. Nach einem Unfall, bei dem Raj weitgehend unverletzt bleibt, erkennt Kajal in ihrer Sorge um ihren Mann, dass sie Raj inzwischen wirklich liebt und die beiden finden zusammen.
Raj fährt eines Abends nach Hause und begegnet Ravi, den eine Straßengang ausrauben wollte und ziemlich schwer verletzte. Raj eilt ihm zur Hilfe und bringt den Bewusstlosen ins Krankenhaus. Es entwickelt sich von Anfang an eine besondere Beziehung zwischen den beiden Männern. Als Raj für Kajal eine Geburtstagsfeier ausrichtet, lädt er Ravi ein und nun stehen sich Mutter und Sohn als auch Kajal und Ravi gegenüber.
Raj lauscht unfreiwillig einem Gespräch zwischen Ravi und dessen Mutter, die er selbst, nachdem er alle Bindungen zu seinem Vater abgebrochen hat, als Mutter ansieht. Er erkennt die Zusammenhänge und ist bereit Kajal aufzugeben, was Ravi jedoch ablehnt. Obwohl Ravi Kajal immer noch liebt, ist ihm bewusst, dass sie nun zu Raj gehört und die Vergangenheit niemals den Platz der Gegenwart einnehmen kann.
Ravis Onkel, der nicht aufgegeben hat nach seiner Schwester und Kajal zu suchen, spürt die beiden auf und versucht, sie erneut zu töten. Er nimmt Kajal gefangen und befestigt einen Gürtel mit Sprengstoff um ihre Taille. Bei der Befreiungsaktion von Kajal opfert sich Ravi und nimmt seinen Onkel mit in den Tod.

## Auszeichnungen
- Filmfare Award
  - Bester Hauptdarsteller – Shah Rukh Khan
  - Beste Musik – Nadeem-Shravan
  - Bester Playbacksänger – Kumar Sanu
  - Bester Liedtext – Sameer für das Lied Teri Umeed Tera Intezaar